# Haga, Norrköping
Haga är en stadsdel i Norrköping. Stadsdelen ligger i nordvästra delen av staden och gränsar till Enebymo, Himmelstalund, Pryssgården, Marielund, Lagerlunda och Ingelsta.

## Historia

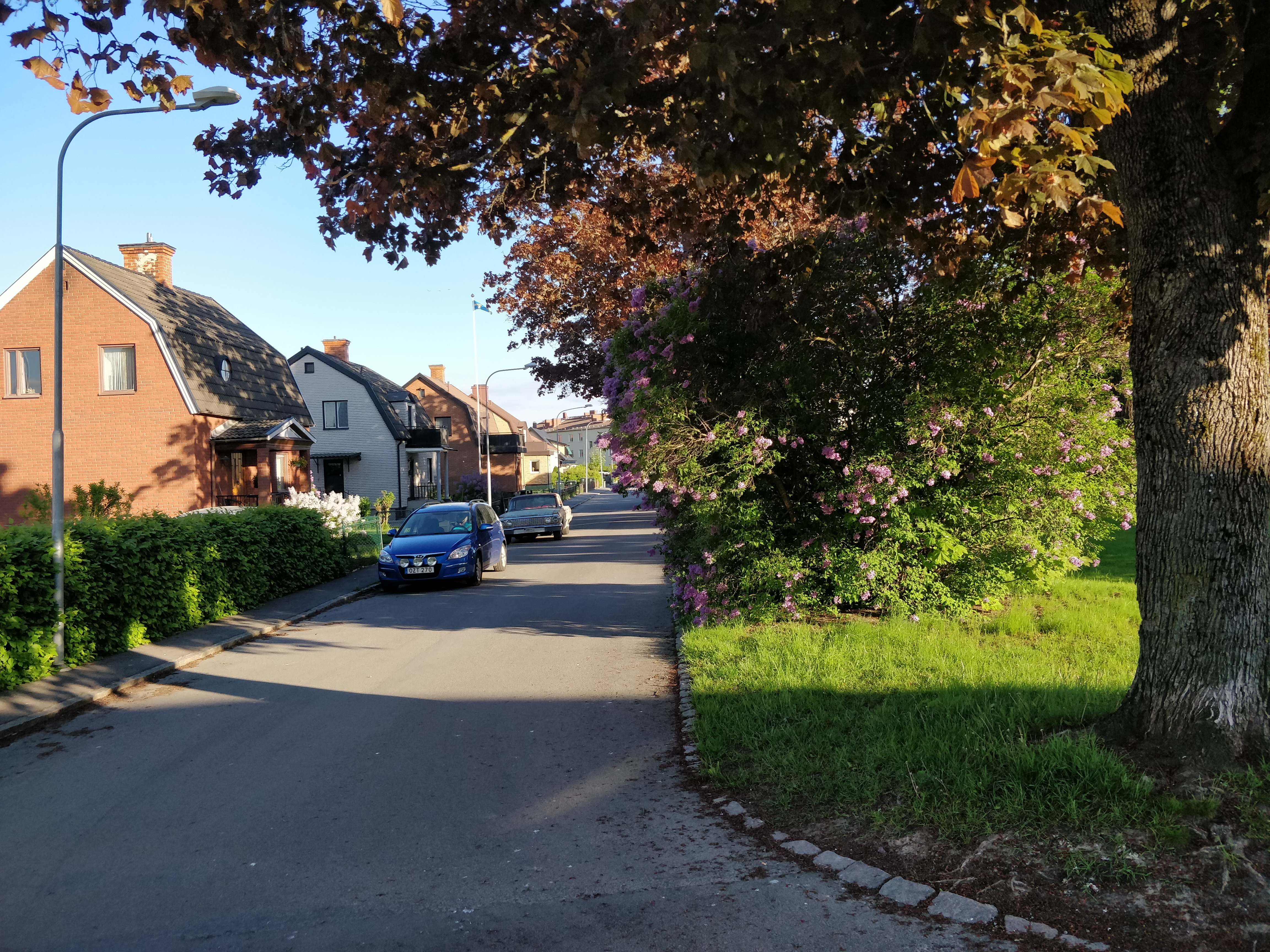
Villor på Cedersborgsvägen

Haga har fått sitt namn från gården med samma namn som var ett torp under Taborgsbergs herrgård, vilket var belägent nära platsen där Rågången och Breda vägen idag strålar samman.. Stadsdelen började bebyggas norrifrån under 1900-talets första decennier. Detta efter att Fiskebygärdet omkring 1899 börjat styckas upp i tomter som utvecklades till Karlshovs villaområde. På 1920-talet köptes Taborsbergs herrgård av dåvarande Norrköpings stad. Mark som tidigare hört till herrgården delades upp i tomter och utvecklades till Taborsbergs villaområde. De flesta av stadsdelens gator har namn med anknytning till äldre fastigheter, gårdar eller trädgårdsmästerier som funnits i området.
Det tidigare institutionsområdet Sandbyhov, som ligger i nordöstra delen av Haga började utvecklas på 1910-talet genom bildandet av en fattigvårdsantalt. På 1930-talet anpassades byggnaderna för äldrevård samtidigt som nya byggnader tillkom. Under slutet av 1990-talet och början av 2000-talet revs några av byggnaderna för att ge plats åt bostäder. 2016 påbörjades en större omvandling av området, vilket innebutit att tidigare institutionsbyggnader omvandlats till skolor samtidigt som nya byggnader i form av bland annat idrottshall samt ett höghus med hyreslägenheter, vårdcentral och folktandvård tillkommit.

## Bebyggelse

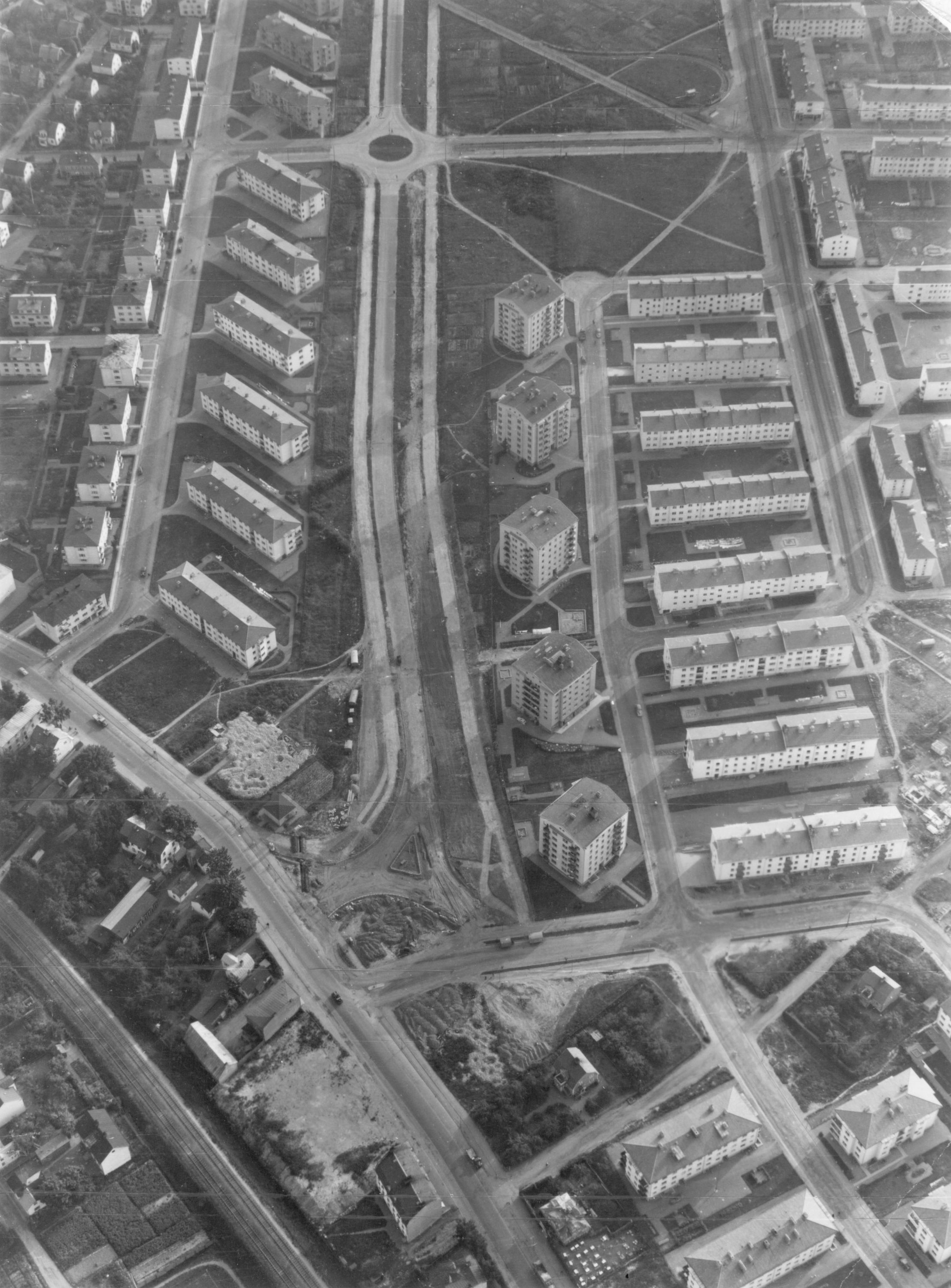
Flygfoto över Haga längs med Riksvägen/gamla E4. Det öppna området högst upp i bild rymmer numera Hagaskolan och Hagagymnasiet.

Bebyggelsen i Haga består av flerfamiljshus, villaområden och radhus. De flesta villorna ligger i villaområdena Karlhov och Taborsberg i nordväst, medan flerbostadshusen dominerar i sydost. Sandbyhov i nordost består bland annat av monumentala före detta institutionsbyggnader, radhus samt det höga Nodhuset, färdigställt 2021.

## Utbildning

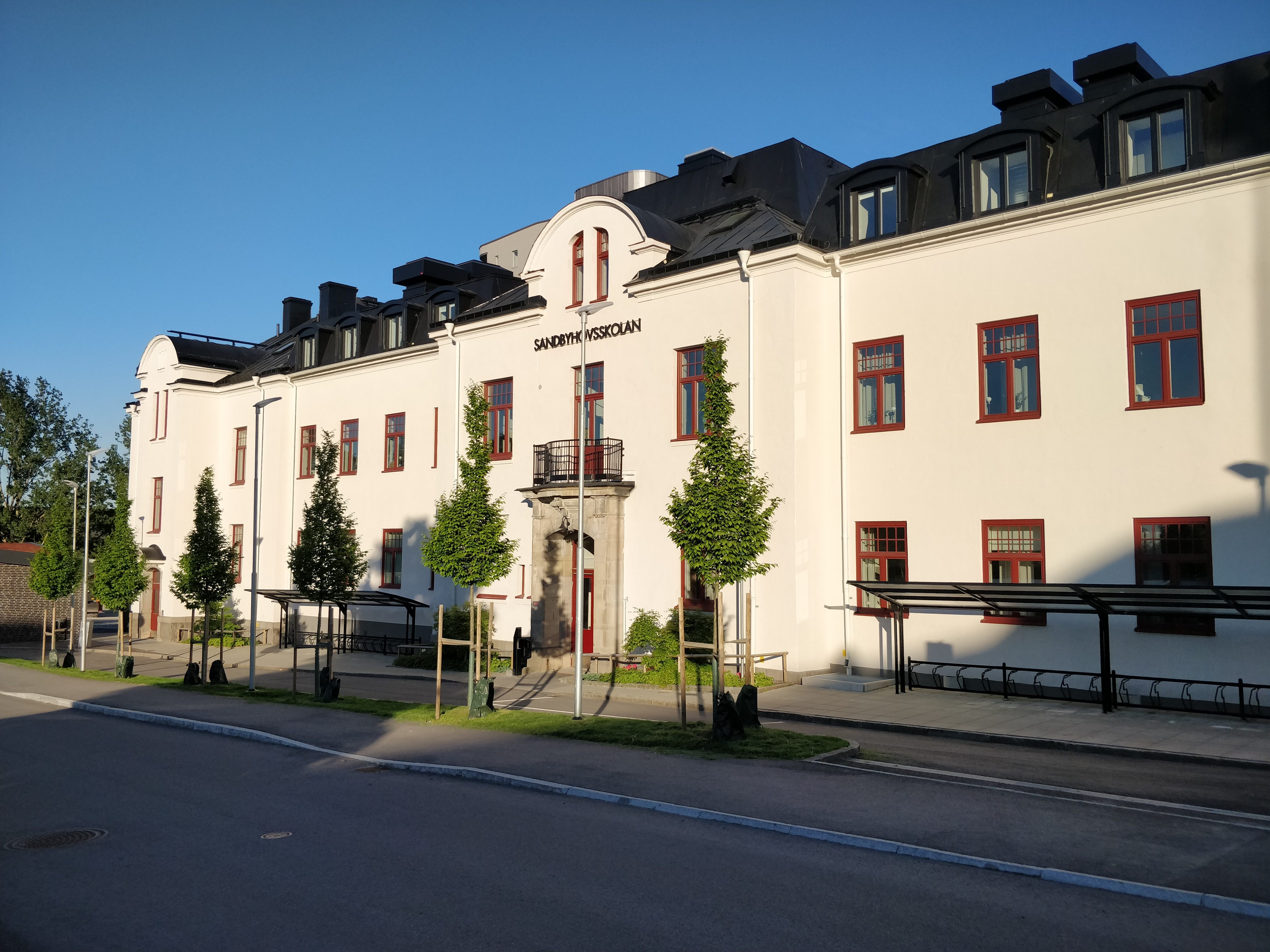
Sanbyhovsskolan, invigd 2019 i före detta institutionsbyggnaden Apelgården

I Haga ligger de kommunala grundskolorna Hagaskolan (årskurs 4–9), Karlshovsskolan (årskurs F-6), Sandbyängsskolan (årskurs F-6), Sandbyhovsskolan (årskurs 7–9) samt Hagagymnasiet. I området finns även ett flertal förskolor.

## Service och kommunikationer
Stadsdelen har förbindelser med spårvagnslinjerna 2 och 3.
På Norralundsgatan finns en kommunal hemtjänstenhet samt en träffpunkt för äldre. i Sanbyhov finns vårdcentral, familjecentral samt folktandvård. I stadsdelen finns även bland annat en Tempobutik, pizzerior, restauranger, frisersalonger samt kemtvätt. 